# Bornsen
Bornsen är en ortsteil i kommunen Jübar i Altmarkkreis Salzwedel i förbundslandet Sachsen-Anhalt i Tyskland. Bornsen var en kommun fram till den 1 januari 2010 när den uppgick i Jübar. Bornsen hade 348 invånare 2009.